# تريستان ديكير
تريستان ديكير (بالهولندية: Tristan Dekker) (27 مارس 1998 بلاهاي في هولندا - ) هو لاعب كرة قدم هولندي في مركز الدفاع.

## روابط خارجية
- تريستان ديكير على موقع الاتحاد الأوربي (الإنجليزية)
- تريستان ديكير على موقع قاعدة بيانات كرة القدم.إي يو (الإنجليزية)
- تريستان ديكير على موقع بيانات كرة القدم. دي إي (الألمانية)
- تريستان ديكير على موقع Soccerbase.com (لاعب) (الإنجليزية)
- تريستان ديكير على موقع Soccerway.com (الإنجليزية)
- تريستان ديكير على موقع عالم كرة القدم.نت (الإنجليزية)